# 국제 학생증

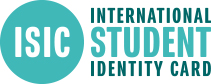

국제 학생증이란 세계 어디서든 학생임을 증명할 수 있는 신분증으로 항공권, 기차 탑승권, 버스표, 숙소 할인은 물론, 환전 우대, 현지 박물관이나 유적지 등 관광 명소 무료입장 또는 할인, 일반 사설 업체 할인 등 다양한 혜택을 제공하고 있다.
현재 국제학생증은 ISIC (금융형은 신한,하나,기업은행만 발급 마스타 장착)카드와 ISEC 카드(우리은행만 발급) 두 가지로 구분된다.